# Chionaema rufistigma
Chionaema rufistigma är en fjärilsart som beskrevs av Rothschild 1912. Chionaema rufistigma ingår i släktet Chionaema och familjen björnspinnare. Inga underarter finns listade i Catalogue of Life.